# Amir Mulner
Amir Mulner est un des parrains les plus puissants de la mafia israélienne.
Fils d'un officier de police immigré de Hongrie et d'une secrétaire d’école fille d'immigrés marocains, il a, enfant, une personnalité calme et courtoise. Enrôlé dans la Brigade Golani en tant qu'artificier, il y gagne la réputation d'un guerrier redoutable, et est mêlé au meurtre d'un jeune Palestinien. Après son séjour dans l’armée, il devient un des proches de Yossi Harari, qui l’introduit dans le gang de Pardes Katz (en). Quand la guerre des gangs éclate entre Pardes Katz et Ramat Amirad[Quoi ?] (ou Ramat Amidar) au milieu des années 90, il rejoint Yossi Harari en Afrique du Sud où celui-ci s’est exilé. Après un détour par Cancún au Mexique, il revient en Israël en juin 2004 pour s’installer dans le complexe Akirov, trois tours d’habitation luxueuse au cœur de Tel-Aviv. Depuis lors, son implication a été soupçonnée dans plusieurs dossiers de stupéfiants et d’assassinats ou de tentatives d’assassinats à la voiture piégée, comme l’explosion de la voiture d’un magistrat centralisant les dossiers liés à la criminalité organisée. Mais il n’a jamais été condamné que pour trafic d’armes et racket. Entre 2013 et 2015, il a passé 22 mois en Thaïlande.
Il est lié au Franco-Israélien Cyril Astruc, soupçonné d'être impliqué dans une escroquerie à la taxe carbone et déjà condamné par le passé.